# Номі (провінція Тренто)
Номі (італ. Nomi) — муніципалітет в Італії, у регіоні Трентіно-Альто-Адідже,  провінція Тренто.
Номі розташоване на відстані близько 470 км на північ від Рима, 16 км на південь від Тренто.
Населення — 1387 осіб (2014).
Щорічний фестиваль відбувається останньої неділі серпня. Покровитель — Madonna della Consolazione.

## Демографія
Населення за роками:

Станом на 1 січня 2023 року в муніципалітеті офіційно проживали 84 іноземці з 18 країн, серед них 24 громадяни країн Євросоюзу та 6 громадян України.

## Сусідні муніципалітети
- Альдено
- Безенелло
- Калліано
- Помароло
- Волано